# Luke Gell
Luke Martin Gell (Nottingham, 20 januari 1987) is een Engelse acteur. Hij is bekend door zijn rol als Tim Claypole in de komedieserie Two Pints of Lager and a Packet of Crisps.

## Biografie
Gell begon met acteren op elfjarige leeftijd bij het theatergezelschap The Television Workshop. Zijn filmdebuut maakte hij met de rol van Bertho in de film Kruistocht in spijkerbroek. In 2007 had hij een gastrol in de serie Casualty. Datzelfde jaar richtte hij op negentienjarige leeftijd ook het theatergezelschap Inspire Academy op, waar jongeren uit Nottingham acteerlessen kunnen krijgen.
Zijn grote doorbraak kwam een jaar later toen hij de rol van barman Tim Claypole speelde in Two Pints of Lager and a Packet of Crisps. Hij speelde deze rol drie seizoenen tot het einde van de serie in 2011. In 2008 en 2010 speelde hij ook een hoofdrol in de BBC Three sketchshow Scallywagga.
In 2013 speelt hij de rol van Clive Beeches in de komedie The Wright Way van Ben Elton.

## Filmografie

### Films
- Kruistocht in spijkerbroek - Bertho (2006)

### Televisieseries
*Exclusief eenmalige gastrollen
- In Denial of Murder - 17-jarige Stephen Downing (2004)
- Two Pints of Lager and a Packet of Crisps - Tim Claypole (2008 - 2011)
- Scallywagga - Verschillende rollen (2008)
- The Wright Way - Clive Beeches (2013)